# Juzet-d'Izaut
 Juzet-d'Izaut  es una población y comuna francesa, en la región de Mediodía-Pirineos, departamento de Alto Garona, en el distrito de Saint-Gaudens y cantón de Aspet.
Se encuentra situada en las Comminges, al pie del Monte de Cagire en los Pirineos.

## Demografía
| 188 | 222 | 248 | 229 | 202 | 193 |
| Para los censos de 1962 a 1999 la población legal corresponde a la población sin duplicidades (Fuente: INSEE [Consultar]) |     |     |     |     |     |